# Odontopharyngidae
Odontopharyngidae é uma família de nematóides pertencentes à ordem Diplogasterida.
Géneros:
- Odontofaringe